# 桓氏 (刘长卿妻)
桓氏（?—?），中国东汉人物。沛国刘长卿之妻，同郡桓鸾之女。
桓氏生一子五岁时刘长卿卒，桓氏为防远离嫌疑，不肯回娘家。兒子十五岁时夭折了。妻子以为不免改嫁的命运，于是割掉自己的耳朵发誓。同宗妇女同情她，对她说：“你娘家没有其他意思；即使有，也可以通过婆婆和姊妹来表达诚心，为什么看重守节而轻视身体！”回答：“原来我先君五更，学为儒宗，尊为帝师。五更已来，历代不替，男以忠孝显命，女以贞顺著称。《诗经》云：‘无忝尔祖，聿修厥德。’我预先割去耳朵，以表明我的心愿。”沛相王吉上奏，表彰她的门闾，号称“行义桓釐”，县邑有祀必然给她送来祭祀的肉。

## 延伸阅读
[在维基数据编辑]
 《後漢書·卷84》，出自范晔《後漢書》